# Philetus Sawyer
Philetus Sawyer (Whiting, 1816. szeptember 22. – Oshkosh, 1900. március 29.) az Amerikai Egyesült Államok szenátora (Wisconsin, 1881–1893).